# Бунн, Уильям Малкольм
Уи́льям Ма́лкольм Бунн (англ. William Malcolm Bunn; 1 января 1842, Филадельфия, Пенсильвания — 19 сентября 1923, там же) — 10-й губернатор территории Айдахо с 1884 по 1885 год.

## Биография
Уильям Малкольм Бунн родился 1 января 1842 года в Филадельфии. В 11 лет он устроился на завод, где проработал три года. После этого он переехал в деревню Монту-Фолс в штате Нью-Йорк и продолжил там обучение в школе, которой заведовал его дядя. В 16 лет он получил среднее образование и пошёл учиться резьбе по дереву.
Когда разразилась Гражданская война, Бунн записался в 72-й добровольческий пехотный полк Пенсильвании. 29 июня 1862 года в битве за станцию Севидж он был ранен и захвачен в плен конфедералистами. Бунна содержали в Ричмонде, пока в том же году он не был освобождён по обмену. Когда он вернулся в Филадельфию, то у него произошёл рецидив полученного ранения. В связи с этим он был демобилизован по состоянию здоровья. Бунн продолжил заниматься резьбой по дереву и открыл с братом успешный бизнес. В 1870 году он женился на Катэнне Майерс. Она родила Бунну одного сына.

### Политическая карьера
Политическая карьера Бунна началась в 1866 году с поста делегата на республиканском съезде в Филадельфии. В следующем году он собирался избираться в городской совет, но снял свою кандидатуру ещё до выборов из-за разногласий в партии. В 1868 году Бунн избрался в Генеральную ассамблею Пенсильвании. Эту должность он совмещал с постом делегата от республиканской партии. В 1878 году он приобрёл газету Philadelphia Sunday Transcript. Через неё он оказывал информационную поддержку военному министру Саймону Кэмерону, приобретая тем самым политический вес.

#### Губернаторство
В 1880-х годах Бунн занялся горнодобывающим бизнесом на территориях Аризона и Айдахо. Стремясь занять политическую позицию, имеющую отношение к его деловым интересам, Бунн попытался перенять пост губернатора территории Аризона у уходящего в отставку Джона Фримонта, однако ему это не удалось.
На выборах 1884 года президент Честер Артур, бывший одним из кандидатов, согласился назначить Бунна губернатором территории Айдахо в обмен на политическую поддержку со стороны Саймона Кэмерона. 26 марта 1884 года Бунн вступил в должность губернатора. Он прибыл на территорию Айдахо 26 июня того же года. Одними из наиболее заметными моментами его губернаторства было привлечение $80 000 на перенос столицы Айдахо в Бойсе, наложение ограничения на вырубку лесов, учреждение должности генерального прокурора территории и строительство психиатрической лечебницы в Блэкфуте.
Наибольшей же политической проблемой Айдахо оставался мормонский вопрос. Бунн, скорее заинтересованный в ведении собственного бизнеса, принимал лишь опосредованное участие в запрещении полигамии и тем более терпимо относился к самим мормонам. Такая позиция не устраивала ни радикально настроенных республиканцев, ратующих за поражение мормонов в правах, ни лояльных к мормонам умеренных демократов. В рамках разрешения проблемы Бунн поддержал выделение из округа Онайда нового округа Бингем, что снизило влияние мормонов в регионе, а также подписал законопроект, обязывающий должностных лиц принять антимормонскую присягу благонадёжности.
Недовольство полумерами Бунна ещё больше усилилось, когда он отказался утвердить в должности чиновника в округе Бингем, выдвинутого республиканцем Фредом Дюбуа.
Утром 14 февраля 1885 года произошёл кульминационный момент противостояния Бунна и Дюбуа. В офисе газеты Boise City Republican с отпечатанным тиражом, в котором содержались критические материалы о Бунне, произошёл погром, в ходе которого подвижные литеры были разбросаны по всему помещению. В то же время в офисах газеты Idaho Democrat возник пожар. Оба инцидента вызвали в обществе определённую озабоченность. Сподвижники Дюбуа воспользовались ситуацией и выпустили в печать передовицы филадельфийских газет годовой давности, критикующие Бунна. Во время вторжений Бунн находился в продолжительном отпуске. 3 июля, спустя пять месяцев после погромов, он вернулся в Айдахо и сразу же подал в отставку. Спустя шесть дней она была принята.

### Поздние годы
После отставки Бунн вернулся в Филадельфию. В 1908 году он опубликовал сборник собственных речей. 19 сентября 1923 года Бунн скончался.